# Chelsea, London
Chelsea är en stadsdel (district) i London som i söder gränsar mot Themsen, i norr mot Brompton/South Kensington, i nordväst mot Fulham och gränsen mot öster går vid Chelsea Bridge. Distriktet tillhör Royal Borough of Kensington and Chelsea men var före 1965 en egen kommun. Fotbollslaget Chelsea FC:s hemmaarena Stamford Bridge ligger däremot inte i Chelsea, utan ett stenkast in i stadsdelen Fulham.

## Historia
Området var till en början en anglosaxisk bosättning. Namnet "Chelsea" härrör troligen från det anglosaxiska namnet på kalk, Cealchyoe. Det första skrivna om området är en notering om "Chelseas Herrgård" i Doomsday Book där det beskrivs hur kungens guvernör Thurstan ger egendomen till abboten av Westminster. På egendomen har många kungligheter bott under åren, den mest kända är prinsessan Elizabeth (sedermera drottning Elizabeth I). 
1694 hade Chelsea 3 000 invånare och fungerade som Londons "trädgård" Området var ganska välmående, vilket fortfarande präglar invånarna idag. Den kända gatan King's Road fick sitt namn eftersom vägen var Karl II:s privata väg mellan St James's Palace och Fulham. Kungsvägen var kvar till 1820-talet då Georg IV blev regent. 
Englands första porslinsfabrik fanns i Chelsea. Fabriken flyttades 1769 till Derby. På 1800-talet började området få den karaktär det har idag, konstnärer och artister flyttade in. Den mest blomstrande tiden kom på 1960-talet med "Swinging London" och senare popen.

## Artisternas stadsdel
Chelsea har haft rykte om sig att vara Londons bohemiska kvarter med radikaler, målare och poeter. Idag ser det lite annorlunda ut med amerikanska investmentbanker och rika filmstjärnor i husen längs King's Road. 

## Berömda invånare
- Jane Asher
- Francis Bacon
- Thomas Carlyle
- Agatha Christie
- Ava Gardner
- Elizabeth Hurley
- Mick Jagger (Edith Grove)
- Roger Keyes
- Mark Knopfler
- Konstantin II av Grekland och Anne-Marie av Danmark (grekiska kungaparet i exil)
- David Lloyd George (10 Cheyne Walk)
- Freddie Mercury (1 Logan Place)
- Kylie Minogue
- Thomas More
- Sylvia Pankhurst (Cheyne Walk)
- Gerald Scarfe
- Margaret Thatcher (Flood Street)
- William Turner (119 Cheyne Walk)
- Oscar Wilde (Tite Street)

Romanfigurerna James Bond och John le Carrés George Smiley bodde också i Chelsea.

## Sevärdheter
- King's Road
- Carlyle's House
- Turner's House
- National Army Museum
- Antikaffärer på Sloane Square och Pimlico Road
- the Number 11 Bus
- Chelsea Physic Garden